# Etxerat
Etxerat (baskijski: [e t͡ʃeɾat], što znači „kući“, „doma“) je udruga članova obitelji ljudi koji su bili zatvoreni ili protjerani zbog svojih aktivnosti u potpori baskijskom narodnooslobodilačkom pokretu. Većina tih zatvorenika i prognanika su članovi ili bivši članovi, baskijske separatističke organizacije ETA. Osnovna djelatnost Etxerat-a su podržavanje onih članova obitelji i kampanja za obranu prava svojih zatvorenih i prognanih rođaka.

## Povijest
Etxerat, izvorno nazvan Senideak ('rođaci' na baskijskom jeziku), nastao je 6. listopada 1991. godine  Godine 1989.  španjolska vlada je počela slati baskijske zatvorenika uključene u separatistički pokret u zatvore diljem Španjolske. Ova 'disperzija zatvorenika' izazvala je među članovima obitelji zatvorenika da se osjećaju kažnjeni, iako nisu učinili ništa loše. To ih je dovelo na osnivanje udruge da govori u njihovo ime. Osim toga sugerira se da je dodatni motiv bio da obitelji zatvorenika su bile nezadovoljne načinom na koji je organizacija Amnistiaren Aldeko Batzordeak, što do tada kampanju u ime zatvorenika, vodila ovaj zadatak.
U prosincu 2001. godine Senideak mijenja ime u Etxerat.

## Sažetak ciljeva udruge
Ciljevi Etxerata su prekinuti politiku disperzije zatvorenika što koriste francuske i španjolske vlasti,  pomagati   članove obitelji baskijskih nacionalista zatvorenika i prognanika,   i privlačiti pozornost javnosti na uvjete u kojima ti zarobljenici i prognanici žive.

## Raspršenost zatvorenika
Etxerat-ova glavna kampanja je dokidanje politike francuskih i španjolskih vlada oko slanja baskijskih zatvorenika uključenih u separatistički pokret u zatvore diljem Francuske i Španjolske.    Etxerat tvrdi da to prisiljava članove obitelji zatvorenika putovati ogromne udaljenosti, često stotinama kilometara, samo da bi posjetili svoje rođake za par sati.    Etxerat to smatra kažnjavanjem članova obitelji i tvrdi da to krši njihova ljudska prava za održavanjem čestih kontakata sa svojim zatočenima članovima obitelji.   Dokidanje ove politike ima značajnu podršku javnosti u Baskiji,  a njeno ukidanje također podržava i   Pablo Iglesias, vođa glavne stranke protiv mjera štednje u Španjolskoj, Podemos.
Španjolska vlada smatra da je disperzija baskijskih nacionalista u njihovu korist jer ih se odvaja od drugih radikalnih zatvorenika te tako omogućuje onima koji žele napustiti ETA-u priliku da to i učine.   Godine 2014.   premijer Španjolske, Mariano Rajoy, rekao je da je ova politika "velika usluga" zatvorenicima, pomažući im u procesu reintergracije u društvo.

## Aktivnosti
Etxerat poduzima niz aktivnosti u potpori zatvorenim baskijskim nacionalistima i njihovim obiteljima. One uključuju:
- lobiranje kod donositelja odluka, kao što su baskijska vlada, španjolska vlada i Europski parlament, da poduzme mjere za sigurno-zaštitio prava zatvorenika.[23][24]
- objavljivanje mjesečnog popisa zatvorenika koje podržavaju, s detaljima o zdravstvenim problemima koje imaju te izvješća bilo o zlostavljanjima zatvorenika ili članova njihovih obitelji.[25][26]
- organiziranje prjevoza autobusom u   Andaluziju iz Baskije svakog petka, tako da prijatelji i obitelji zatvorenika u zatvoru mogu putovati zajedno i uštedjeti na troškovima putovanja.[27][28]
- organiziranje tiskovnih konferencija za tisak za objavljivanje specifičnih problema koji se odnose na zatvorenike.[29][30]
- vođenje projekata za poboljšanje života zatvorenika i njihovih obitelji.[31][32]
- organiziranje demonstracija na ulicama baskijskih gradova.[33][34][35]

## Kritike
Neki političari tvrde da je Etxerat dio ETA-ine mreže,  Međutim, pokušaj stavljanja u ilegalu godine 2009.  nije uspio.  Godine 2010. Carlos Urquijo iz Narodne stranke zatražio je od baskijske vlade sprečavanje Etxerata u održavanju   godišnjih sastanaka, jer je rekao da nije u redu dopustiti im kritiku zatvorske politike i zvati svoje zatočene rođake "političkim zatvorenicima".

## Zatvorenici
Trenutno postoji više od 400 zatvorenika koje Etxerat nastoji podržati.Većina njih su članovi separatističke organizacije ETA-e, a mnogi od njih su bili osuđeni za terorističke aktivnosti. Neki od njih su počinili ubojstva tijekom ETA-ine nasilne kampanje. Drugi su bili u zatvoru, jer imaju veze s ETA-omili zato što su "slavili terorizam". Neki nemaju veze s ETA-om.

## Potpora Vlade
Etxerat, kao i njegov prethodnik Senideak, dobiva financijsku potporu od baskijske vlade od 1990-tih godina.  Mnogo od toga je bilo za pokrivanje troškova prijevoza članova obitelji koji posjećuju zatvorenike.  Godine 2009.  ova plaćanja je suspendirala   španjolska vlade. Pored ovih   troškova prijevoza baskijska vlada je davala Etxeratu potporu za projekte kao što su poboljšanje obrazovnih mogućnosti zatvorenika. Te su se potpore ponekad povlačile ili smanjivale po naredbi španjolske Vlade zadužen za nadzor Baskije ('Delegado del Gobierno en El Pais Vasco'). U najnovijem slučaju, to je zato što je španjolska vlada zauzela stajalište da nije uloga baskijske vlade financirati obrazovanje po zatvorima izvan Baskije.

## Predsjednici
- Carmen Galdeano Prieto (2001.)
- Santos Sagardui.[49]
- Joxepa Arregi (2010).[50]
- Fermina Villanueva (2011).[51]

## Vanjske poveznice
- službena stranica (šp.) (bask.)